# コルドゥアン灯台
コルドゥアン灯台（コルドゥアンとうだい、仏: Le phare de Cordouan）は、フランスのジロンド川の河口の真ん中に位置するフランスで最も古い灯台である。2021年にUNESCOの世界遺産に登録された。世界で初めてフレネルレンズを搭載した灯台である。

## 機能
コルドゥアン灯台は、フランス南西部、ジロンド県のル・ル・ヴェルドン＝シュル＝メール、ジロンド川河口の沖合7km（北緯45°35'11''西経1°10'25''）に位置し、ボルドー港までの河口域の船舶交通を統括している、フランスで有人海上の最後の灯台である。
石でできており、塔高は67.5m。直径41.65mの基壇上に建てられている。平均水面上から灯火までの高さは43m。
「海のヴェルサイユ」の愛称で呼ばれている。
フランスの近代的な灯台で最初のものとされており、現在も運営されている。

## 歴史
- 1584年、ルイ・ド・フォアによって設計された[6]。
- 1611年、フランソワ・ブーシェによって建設が完了した（ルイ・ド・フォアは建設期間中に亡くなった）[6]。
- 1786年、ジロンド川河口の船舶の視認性を向上させるため、灯台の高さを上げることが決定した[1]。
- 1790年、ジョセフ・テュレールによって改築され、灯台の高さが高くなった[5]（なお、『世界の灯台：写真で見る歴史的灯台』では改築年を1789年としている）[6]。
- 1823年、世界で初めてフレネルレンズを搭載した[2]。
- 1862年、フランスの歴史的建造物として登録された[5]。
- 2019年、IALA ヘリテージ灯台オブ・ザ・イヤー2019にノミネートされた[5]。
- 2021年、ユネスコの世界遺産に登録された[3]。

## 構造

### 1階 王の部屋
王専用の居室があり、床には白黒の大理石が敷き詰められており、壁はイオニア式の柱で飾られている。

### 2階 礼拝堂
礼拝堂を備えた唯一の灯台であり、ブルボン朝初代のフランス国王アンリ4世 (フランス王)が神権による王権を誇示するため設けさせた。

### 3階 ジロンドルーム
ステレオトミーと呼ばれる、石材の切断と組み立ての技術でできた部屋である。

### 4階 カウンターウェイト室
1987 年までカウンターウエイトが置かれていた部屋である。

### 5階 ライトルーム
照明器具の保管のために使われていた部屋である。

### 6階 監視室
羽目板の裏には簡素な寝室が二つあり、この部屋で灯台守たちがランタンの点灯を監視していた。

### 7階 ビーコン
301段の階段の上にはバルコニーがあり、ジロンド川の河口を眺めることができる。250ワットの電球が設置されている。

## 世界遺産
この世界遺産は世界遺産登録基準のうち、以下の条件を満たし、登録された（以下の基準は世界遺産センター公表の登録基準からの翻訳、引用である）。
- (1) 人類の創造的才能を表現する傑作。
- (4) 人類の歴史上重要な時代を例証する建築様式、建築物群、技術の集積または景観の優れた例。